# 新桥镇 (永城市)
新桥乡，是中华人民共和国河南省商丘市永城市下辖的一个乡镇级行政单位。

## 行政区划
新桥乡下辖以下地区：
新桥村、温油坊村、曹桥村、荣庄村、甘城村、朱楼村、小刘庄村、蒋庄村、张寨村、胡寨村、候楼村、马庄村、秦庄村、老孙庄村、江庄村、韩六子村、前刘营村和胡道口村。